# Eddy de Neve

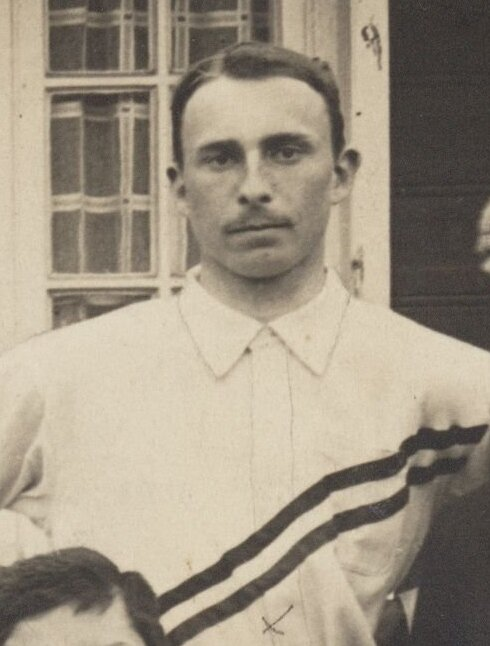
Eddy de Neve (1905)

Eduard Karel Alexander de Neve (* 2. Januar 1885 in Batavia (heute: Jakarta); † 30. August 1943) war ein niederländischer Fußballspieler. De Neve stand im Aufgebot jener Fußballnationalmannschaft, die am 30. April 1905 in Antwerpen zum ersten Länderspiel in der Geschichte des niederländischen Fußballs auflief. Insgesamt bestritt er zwischen 1905 und 1906 drei Länderspiele und erzielte dabei fünf  Tore.
De Neve wurde als Sohn von Eduard Karel Alexander de Neve, einem Major der Königlichen Niederländisch-Indischen Armee, und Johanna Christina Fokker in der Kolonie Niederländisch-Indien geboren. Sein Vater starb, als Eddy de Neve zehn Jahre alt war.
Nach der Rückkehr mit seiner Mutter in die Niederlande begann er beim Militärsportverein CVV Velocitas Breda seine kurze fußballerische Laufbahn. Von dort wechselte er 1905 zu HBS Den Haag. Gleich in der ersten Saison in Den Haag gelang ihm mit der Mannschaft der Gewinn der Niederländischen Meisterschaft.
In die Annalen des niederländischen Fußballs ging De Neve als erster Mittelstürmer der Nationalmannschaft ein. Für das erste Länderspiel, das der Königliche Niederländische Fußballbund (KNVB) vereinbart hatte, wurde er von Teamleiter Kees van Hasselt in das Aufgebot berufen. Am 30. April 1905 trafen die Niederlande in Antwerpen im Stadion Beerschot auf Belgien. Vor 800 Zuschauern traf De Neve in der 80. Minute zum 0:1. Nachdem sechs Minuten später durch ein Eigentor von Ben Stom der Ausgleich gefallen war, ging das Spiel in die Verlängerung. Hier wurde De Neve zum Helden des Spiels. Er schoss alle drei Tore zum 4:1-Endstand. Nach dem Schlusspfiff kannte die Begeisterung der Zuschauer über seine Leistung keine Grenzen mehr und sie trugen ihn auf den Armen über das Feld.
Auch beim Rückspiel zwei Wochen später, am 14. Mai 1905 in Rotterdam, war De Neve eine der Triebkräfte des Spiels und trug mit einem Treffer zum 4:0-Sieg der Niederlande bei. Sein drittes und letztes Länderspiel bestritt der Mittelstürmer am 13. Mai 1906, bei der 2:3-Niederlage der Niederlande gegen Belgien.
Ein verletzungsanfälliges Knie und die Einberufung zum Militärdienst in Niederländisch-Indien sorgten dafür, dass De Neve bereits im Alter von 22 Jahren seine Laufbahn als Fußballer beendete.
Seine Militärlaufbahn verlief weniger glanzvoll. Am 27. Juli 1909 wurde er zum Ersten Leutnant ernannt und zwei Monate darauf ehrenvoll aus der Armee verabschiedet. Im gleichen Jahr verlor er seinen Bruder Gilles, als dieser im Westen Sumbas von Kannibalen aufgefressen wird.
Während der folgenden Jahre arbeitete De Neve bei verschiedenen niederländischen Firmen oder auf Plantagen. Im Gegensatz zu seinen Mannschaftskollegen aus der Nationalmannschaft, die meiste hohe Positionen erreichten, schaffte er es selbst kaum, beruflich vorwärtszukommen.
Nur privat schien ihm zunächst Glück beschieden. Am 1. Februar 1913 verlobte er sich an Bord des Dampfschiffs Vondel im Hafen von Genua mit Daisy Maud Green, einer Schwester der bekannten britischen Tänzerin Lilly Green. Eineinhalb Jahre später, am 14. August 1914 heirateten beide in Lubuk Sinapeng. Gilles junior, ihr einziges Kind, kam zur Welt. Nach zwölf Jahren ging aber die Ehe in die Brüche. Daisy Maud zog mit dem gemeinsamen Sohn zu ihrer Mutter nach Den Haag. Eddy de Neve blieb in Niederländisch-Indien.
Aus Anlass der Qualifikation der Fußballnationalmannschaft von Niederländisch-Indien für die Fußball-Weltmeisterschaft 1938 in Frankreich veröffentlichte er in Bandung unter dem Titel Koning Voetbal (dt.: König Fußball) Erinnerungen an seine Erfolge als Fußballer und Ratschläge an die einheimischen Fußballspieler.
1941 erreichte De Neve die Nachricht, dass sein Sohn im Dienst der Royal Air Force beim Absturz seiner Spitfire über Kent ums Leben gekommen war. Zwei Jahre später, am 30. August 1943 starb De Neve im Alter von 58 Jahren in einem japanischen Lager.